# Aplomya poultoni
Aplomya poultoni là một loài ruồi trong họ Tachinidae.